# Schloss Arbon
Das Schloss Arbon ist ein ehemaliges Schloss und heute das Historische Museum Arbon in der Schweizer Gemeinde Arbon im Kanton Thurgau. Es gehört zum Schweizer Inventar von Kulturgütern von nationaler und regionaler Bedeutung.

## Geschichte
Eine Burg in Arbon wird erstmals 720 in der Geschichte des Klosters bzw. der Fürstabtei St. Gallen erwähnt. Sie stand auf oder in der Nähe der Stätte der römischen Festung Arbor Felix aus dem Jahr 250 n. Chr. (vgl. auch Kastell Arbon). Nachdem die römische Herrschaft südlich der Alpen um 400 geendet hatte, wurde die alte Festung aufgegeben. Etwas später wurde in Arbon wahrscheinlich für die fränkische Königsfamilie eine fränkische Burg gebaut. Um 700 waren Arbon und vermutlich auch die Burg im Besitz des Bistums Konstanz und ein kirchlicher Aufseher oder Vogt herrschte über Arbon.
Der älteste Teil der heutigen Burg ist ein ursprünglich freistehender Wohnturm aus dem 13. Jahrhundert (1262). Der Turm wurde möglicherweise auf dem Fundament eines früheren Gebäudes errichtet. Die unteren Mauern sind bis zu 3,2 Meter dick. Im Inneren der Burg befinden sich zwei Kamine im romanischen Stil. In den Jahren 1515–20 baute der Bischof Hugo von Hohenlandenberg die Burg zu ihrem heutigen Aussehen um. Der alte Turm wurde in eine U-Form umgebaut. Das oberste Geschoss, die Giebel und das Walmdach stammen ebenfalls von diesem Umbau. Die Außenmauer der Burg wurde so verschoben, dass sie genau über der Nordwestecke der Festung aus der Römerzeit steht.
1807 erwarb der Distriktstatthalter von Arbon und spätere Unternehmer Franz Xaver Stoffel Schloss Arbon. Er richtete dort 1822 die Seidenbandweberei Stoffel ein, mit später bis zu 200 Arbeitsplätzen. 1911 wurde das Schloss von Adolph Saurer, dem Gründer der Adolph Saurer AG, gekauft. Er baute um das Schlossgebäude herum Werkstätten, während er mit Motoren, Lastwagen und Maschinen experimentierte. 1944 verkaufte sein Sohn, Hippolyt Saurer, das Schloss für 150'000 Schweizer Franken an die Stadt. Die Stadt renovierte und erweiterte das Schloss und eröffnete 1967 das Historische Museum Arbon (Arboner Geschichtsmuseum) (Quelle: ). Bis Ende Juli 2022 war zusätzlich die Klubschule Migros im Schloss eingemietet.

## Bibliographie
- Gesellschaft für Schweizerische Kunstgeschichte GSK, KGS-Nr. 4918